# 綿竹市
綿竹市（めんちくし）は、中華人民共和国四川省徳陽市北西部に位置する県級市。四川盆地の西北の山沿いに位置し、長江の支流の沱江（だこう）が平野に出る地点にある。古代から続く町で、醸造業が発達し、中でも「剣南春」は中国国内ではよく知られる。

## 地理
綿竹は四川盆地の辺縁にあり、市の西北部は険しく高い龍門山脈がそそり立つが、東南部は成都平原である。市の年平均気温は15度ほど、年降水量は1,097mm。
秦代に建設された水利施設都江堰の灌漑の恩恵を受け、穀倉地帯として発展した。唐代には酒造りなど醸造業で名をはせ、当時の宮廷にも献上された「剣南春」は、現在でも中国で最も知られた白酒の銘柄の一つである。

## 歴史
古代には蜀山氏の地であったとされる。前漢初期、近くの綿水（現在の沱江支流の綿遠河）の河畔に多くの竹が生えていたことから、綿竹県という名の県が置かれた。後漢末期に益州に入った劉焉が最初に拠点にしたのが綿竹県である。三国時代には諸葛亮の息子諸葛瞻とその息子諸葛尚が綿竹の守りを任され、魏の武将の鄧艾による蜀侵攻に激しく抵抗したが、この地で討ちとられた。西晋および南北朝時代には陽泉県と晋熙県に分かれたが、隋代になり綿竹県が復活した。
以後この地方の中心都市として続き、1996年には綿竹県は廃され綿竹市となり、徳陽市の管轄下の県級市となった。

## 行政区画
- 街道:剣南街道、紫岩街道
- 鎮:九竜鎮、漢旺鎮、麓棠鎮、広済鎮、玉泉鎮、新市鎮、孝徳鎮、富新鎮、什地鎮、清平鎮

## 経済
綿竹の市域内は鉱物資源が豊富で、特にリンの産出量は中国でも4位に入る。鉱山と醸造業のほかには、機械、紡織、建材、化学工業などの工場が立地し、綿陽市から成都市にかけて広がる工業地帯の一角を占める。農業ではコメ、トウモロコシ、オオムギ、コムギなどの穀物と、タバコの栽培が盛ん。
「綿竹年画」は、新年に飾られる中国の民衆芸術の「年画」の中でも有名なもので、天津の楊柳青年画、蘇州の桃花塢年画、濰坊の楊家埠年画と並び中国「四大年画」と称され、色彩の艶やかさ、構図の安定感、形象写意などが特徴。
綿竹の出身者には、三国時代の武将の秦宓や戊戌の変法を行った官僚の一人の楊鋭がいる。

## 教育
- 四川警安職業学院

## 交通
道路
高速道路
- 成万高速道路（中国語版）

省道
- 105省道

## 健康・医療・衛生
- 綿竹市人民医院
- 綿竹市人民医院分院
- 綿竹市漢旺人民医院